# 拉朗德帕特里
拉朗德帕特里（法語：La Lande-Patry，法語發音：[la lɑ̃d patʁi] ⓘ）是法国奥恩省的一个市镇，属于阿让唐区。

## 地理
拉朗德帕特里（48°45'46"N, 0°35'55"W）面积6.6 平方千米，位于法国诺曼底大区奧恩省，该省份为法国西北部内陆省份，北起顺时针与卡爾瓦多斯省、厄尔省、厄尔-卢瓦省、萨尔特省、马耶讷省和芒什省接壤。
与拉朗德帕特里接壤的市镇（或旧市镇、城区）包括：瑟里西贝尔埃图瓦尔、卡利尼、弗莱尔、朗迪萨克、圣乔治德格罗塞耶、圣保罗。

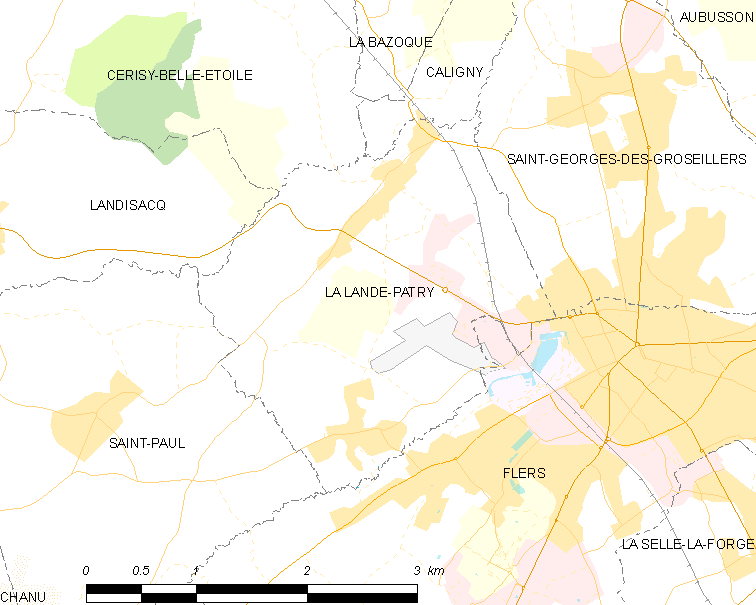
拉朗德帕特里的OSM定位图

拉朗德帕特里的时区为UTC+01:00、UTC+02:00（夏令时）。

## 行政
拉朗德帕特里的邮政编码为61100，INSEE市镇编码为61218。

## 政治
拉朗德帕特里所属的省级选区为弗莱尔第一县。

## 人口

1962-2008年间拉朗德帕特里人口变化图示

拉朗德帕特里于2022年1月1日时的人口数量为1752人。